# Dajka Péter
Dajka Péter (Fehérgyarmat, 1975. január 8. –) Pro Architectura díjas magyar építészmérnök.

## Élete
1975-ben született Fehérgyarmaton. Általános és köziskolai tanulmányait szülővárosában végezte, majd a Budapesti Műszaki és Gazdaságtudományi Egyetem Építészmérnöki Karán diplomázott 1999-ben.
Diplomatervét a norvégiai Trondheimben készítette, ahol a Norges teknisk-naturvitenskapelige universitet (NTNU) építész karán töltött egy félévet ösztöndíjasként. Az egyetem befejezése után Puhl Antal Építész Irodájában helyezkedett el. Jelenleg a Puhl és Dajka Építész Iroda ügyvezetője és vezető építész tervezője. 2017-től Dunabogdány főépítésze.
A Magyar Művészeti Akadémia köztestületi tagja, a Magyar Építőművészek Szövetsége tagja. A Pest Vármegyei Magyar Építész Kamara Felügyelőbizottságának és Eger Megyei Jogú Város Főépítészi Tervtanácsának tagja.

## Jelentősebb megvalósult munkái
- 2001 – MOM Park Multifunkcionális Központ, Budapest, Puhl Antallal, Dobrányi Ákossal
- 2005 – 40 lakásos lakóépület, Budapest, Kazinczy utca 13., Puhl Antallal
- 2005 – Diákhotel, Sopron, Puhl Antallal
- 2006 – BDF Regionális Tudásközpont, Szombathely, Puhl Antallal
- 2007 – ÉMI Ipari Park, Irodaépület, Szentendre, Puhl Antallal
- 2008 – Eötvös József Főiskola Kollégium, Baja, Puhl Antallal
- 2008 – Eötvös József Főiskola Nagyelőadó és könyvtár, Baja, Puhl Antallal
- 2008 – Szentendrei Régi Művésztelep felújítása és bővítése, Szentendre, Puhl Antallal
- 2011 – TEVA Gyártóüzem, Gödöllő, Puhl Antallal
- 2013 – 4-es metró II. János Pál pápa téri megállója[1]
- 2015 – A Klotild paloták déli épületének átalakítása luxusszállodává, Budapest, Ferenciek tere, Puhl Antallal
- 2016 – Vízilabda és Úszóközpont, Eger, Puhl Antallal, Rátkai Annával
- 2017 – Marina Life, 412 lakásos társasház, Budapest, Puhl Antallal, Füzesi Katalinnal

## Kitüntetései és díjai
- 1999 – Diplomadíj
- 2002 – Pro Architectura díj
- 2002 – Pest Megyei Nívódíj
- 2008 – „Az év kiemelkedő fiatal építésze” díj
- 2017 – Wéber Antal-díj